# Corey Peters
Corey Peters (Pittsburgh, 8 giugno 1988) è un giocatore di football americano statunitense che gioca nel ruolo di defensive tackle per gli Arizona Cardinals della National Football League (NFL). Fu scelto nel corso del terzo giro (83º assoluto) del Draft NFL 2010 dagli Atlanta Falcons. Al college ha giocato a football all'Università del Kentucky.

## Carriera professionistica

### Atlanta Falcons
Peters fu scelto nel corso del terzo giro del Draft NFL 2010 dai Atlanta Falcons. Nella sua stagione da rookie disputò ogni gara dei Falcons, tutte tranne una come titolare, facendo registrare 33 tackle e un sack. Nella stagione successiva disputò altre 15 gare come titolare, con 26 tackle e un nuovo primato in carriera di 3 sack. Peters perse la prima metà della stagione 2012 a causa di un infortunio, facendo ritorno in campo nella settimana 8 contro i Philadelphia Eagles. Concluse l'annata con 15 tackle in 10 gare (8 come titolare) e un fumble forzato nella gara della settimana 16 vinta contro i Detroit Lions.

### Arizona Cardinals
Il 9 marzo 2015, Peters firmò un contratto triennale da 10,5 milioni di dollari con gli Arizona Cardinals. Il 20 agosto dello stesso anno si ruppe il tendine d'Achille, venendo inserito in lista infortunati, perdendo tutta la prima stagione con la nuova maglia.
Il 1º dicembre 2017, Peters firmò un rinnovo triennale con i Cardinals.

## Statistiche
| Partite totali      | 71   |
| Partite da titolare | 55   |
| Tackle              | 146  |
| Sack                | 11,0 |
| Intercetti          | 1    |
| Fumble forzati      | 1    |

Statistiche aggiornate alla stagione 2014